# Luciopimelodus pati
Luciopimelodus pati — єдиний вид роду Luciopimelodus родини Пласкоголові соми ряду сомоподібні. Наукова назва походить від латинського слова lucius, тобто «щука», грецьких слів pimele — «товстий», та odous — «зуби».

## Опис
Загальна довжина сягає 1,03 м при вазі 20 кг. Зовні цей сом дещо схожий на щуку. Голова подовжена, трохи сплощена зверху та стиснута з боків. Очі невеличкі. Є 3 пари доволі довгих вусів, з яких найдовшими є 1 пара на верхній щелепі. Тулуб подовжений, кремезний. Спинний плавець трохи широкий, з короткою основою та 1 жорстким променем. Жировий плавець доволі довгий: починається майже біля спинного плавця та тягнеться до кінця хвостового стебла — закінчується навпроти кінця анального плавця. Грудні плавці подовжені. Черевні плавці невеличкі. Анальний плавець майже такий самий, з 1 жорстким променем. Хвостовий плавець розділений, лопаті великі, загострені.
Забарвлення спини та боків сіре або блакитно-металеве з дрібними чорними цяточками, голови — темно-сіре. Черево маю білуватий колір, грудні, черевні, анальний плавці й лопаті хвостового плавця біля хвостового стебла — червонуваті. Лопаті мають білу облямівку.

## Спосіб життя
Це демерсальна риба. Зустрічається в глибоких, каламутних річках з мулистим дном. Активні у присмерку, на світанку, також вночі. Живиться рибою і великими ракоподібними.

## Розповсюдження
Мешкає в басейнах річок Ла-Плата і Бланко — в межах Бразилії, Парагваю та Аргентини.